# 狐山古墳 (堺市)
狐山古墳（羅馬化：Kitsuneyama Kofun）是位於日本大阪府堺市大仙公園內的一座圓墳。這座古墳是百舌鳥古墳群中的一部分，並也被宮內廳指為與大仙陵古墳（即仁德天皇陵）相關的陪塚。

## 概述
狐山古墳座落在大仙公園，距離大仙陵古墳西南角的外濠約30公尺。該古墳由宮內廳視作大仙陵古墳的陪塚管理，並且禁止公眾進入。迄今為止，宮內廳還沒有對其進行過任何調查。該古墳的直徑大約是23公尺，形狀不規則，高度在2到3公尺之間。在大仙公園建立之前，這裡曾是大阪府立大學農學部的一部分。其毗鄰從大阪府道197號深井畑山宿院線到堺市立中央圖書館的「學習之路」西側，以及穿過大仙公園前往圖書館的被稱為「狸小路」的小徑南側。
2009年（平成21年）冬，狐山古墳首次進行周邊的考古發掘。發掘結果揭示墳丘的規模：直徑約30公尺，周圍環繞著寬約5公尺的周濠，而墳丘從周濠底到頂的高度約為5公尺。從周濠中發現了葺石、埴輪、須惠器等遺物，這些發現表明墳丘上曾排列著埴輪，並且斜坡上覆蓋著石頭。另外，由於從周濠底發現了中世紀的陶瓷瓦片，因此推測在13世紀之後，周濠中的泥沙可能被清理過。儘管尚未發現任何埋葬設施或隨葬物品，但根據出土的埴輪等遺物推斷，該墳丘可能建於5世紀的後半期。在大仙陵古墳的南邊，有孫太夫山古墳、收塚古墳、龍佐山古墳等一系列扇貝形古墳式樣的前方後圓墳，而像該古墳這樣的圓墳也在此期間建造。不過，從墳丘的形狀和周濠斷面的特徵來看，該古墳也有可能是一座方墳。

## 考古調查
根據《堺市史》的描述，1930年（昭和5年）左右，古墳北邊是一片開闊地，其中一部分形成水池。
1998年（平成10年）10月5日，在墳丘西側進行了範圍確認的考古調查，發現了一些圓筒埴輪的碎片。
2008年（平成20年）6月9日至9月30日，通過地下雷達探測技術，對古墳及其相關遺跡的狀況進行詳細探查。在距離現存墳丘4至7米的範圍內，發現了地面反射層的下陷，這表明可能存在一個周濠。不過，這次調查並未能確定該古墳是方墳還是圓墳。
2009年（平成21年）的挖掘調查確認了墳丘西、南、東三側的周濠，從而幾乎可以肯定這是一座圓墳。從規模上看，這座古墳與大仙陵古墳附近的其他古墳相比，屬於較小型的圓墳，與一本松塚古墳相當。根據出土的圓筒埴輪判斷，這座古墳的建造時間比大仙陵古墳晚了將近25年。此外，在周濠中還發現大量5世紀初和5世紀末的須惠器。

## 傳說
一名大仙陵古墳墓守曾經拯救了一隻被獵人射中的狐狸。後來，這位墓守在與盜墓賊搏鬥時，不慎落入古墳周濠。正當他在水中掙扎，面臨溺水危險時，一位神秘的救援者將他救上岸。到了第二天，墓守在河中發現了那隻他曾救助的小狐狸的屍體。為了報答狐狸曾給予的幫助，墓守將牠安葬此地。